# Sylvain Monsoreau
Sylvain Monsoreau (Saint-Cyr-l'École, 20 marzo 1981) è un allenatore di calcio ed ex calciatore francese, di ruolo difensore. Allenatore del Sochaux 2.

## Palmarès

### Club

#### Competizioni nazionali
- Campionato francese di seconda divisione: 1

Sochaux: 2000-2001
- Coppa di Lega francese: 1

Sochaux: 2003-2004
- Supercoppa francese: 1

O.Lione: 2005
- Campionato francese: 1

O.Lione: 2005-2006
- Indian Super League: 1

Atlético de Kolkata: 2014